# Bebryce crucifera
Bebryce crucifera är en korallart som först beskrevs av Bayer 1981.  Bebryce crucifera ingår i släktet Bebryce och familjen Plexauridae. Inga underarter finns listade i Catalogue of Life.